# Jakob Felsing
Georg Jakob Felsing (* 22. Juli 1802 in Darmstadt; † 9. Juni 1883 in Darmstadt) war Kupferstecher und Kupferdrucker.

## Leben
Felsing war Sohn des Kupferstechers- und -druckers Johann Conrad Felsing und Bruder des Johann Heinrich Felsing, der ebenfalls diese Laufbahn beschritt. Zunächst ging er bei seinem Vaters in die Lehre, nach dessen Tod 1819 bei dem Darmstädter Architekten Georg Moller. Moller vermittelte ihm beim Landesherrn Ludwig I. von Hessen ein Stipendium von 500 Gulden. Ludwig I. hatte schon als Erbprinz Felsings Vater gefördert. So ging er 1822 an die Akademie der Künste (Accademia di Belle Arti di Brera) in Mailand, wo damals unter Giuseppe Longhi eine vorzügliche Kupferstecherschule blühte. Dort lernte er Ernst Fries und Johann Heinrich von Dannecker kennen.
1823 errang er eine Silbermedaille der Akademie für die Darstellung des Kolossalkopfes von Lucius Verus, worauf ihm sein Landesherr das Stipendium verlängert. Zahlreiche Reisen führten ihn durch Norditalien. 1828 erhielt er für den Kupferstich Gesú all’Orto nach Carlo Dolci die Goldmedaille der Akademie. 1829 reiste er nach Rom und Neapel, wo er ein Jahr blieb. Dann ging er nach Florenz zurück, wo ihn die Akademie zum „professore di prima classa“ ernannte.
1832 kehrte er nach Darmstadt zurück, wo er eine Anstellung als Hofkupferstecher bekam. 1836 heiratete er eine Freundin seiner Schwester. In der Folgezeit unternahm er zahlreiche Reisen. 1854 erhielt er auch in Darmstadt den Titel eines Professors. Als auswärtiges Mitglied nahm ihn die Académie des Beaux-Arts auf. Er stach zahlreiche Werke der Düsseldorfer Malerschule in Kupfer. 1866 starb seine Frau Auguste. Neben der Erkenntnis, dass der Beruf des Reproduktionsstechers eine geringer werdende künstlerische Wertschätzung erfuhr und langsam von der Photographie verdrängt wurde, ließ ihn dies beruflich und künstlerisch resignieren. Daher legte er 1876 den Vorsitz des Darmstädter Kunstverein nieder, den er vierzig Jahre innegehabt hatte.

## Werke

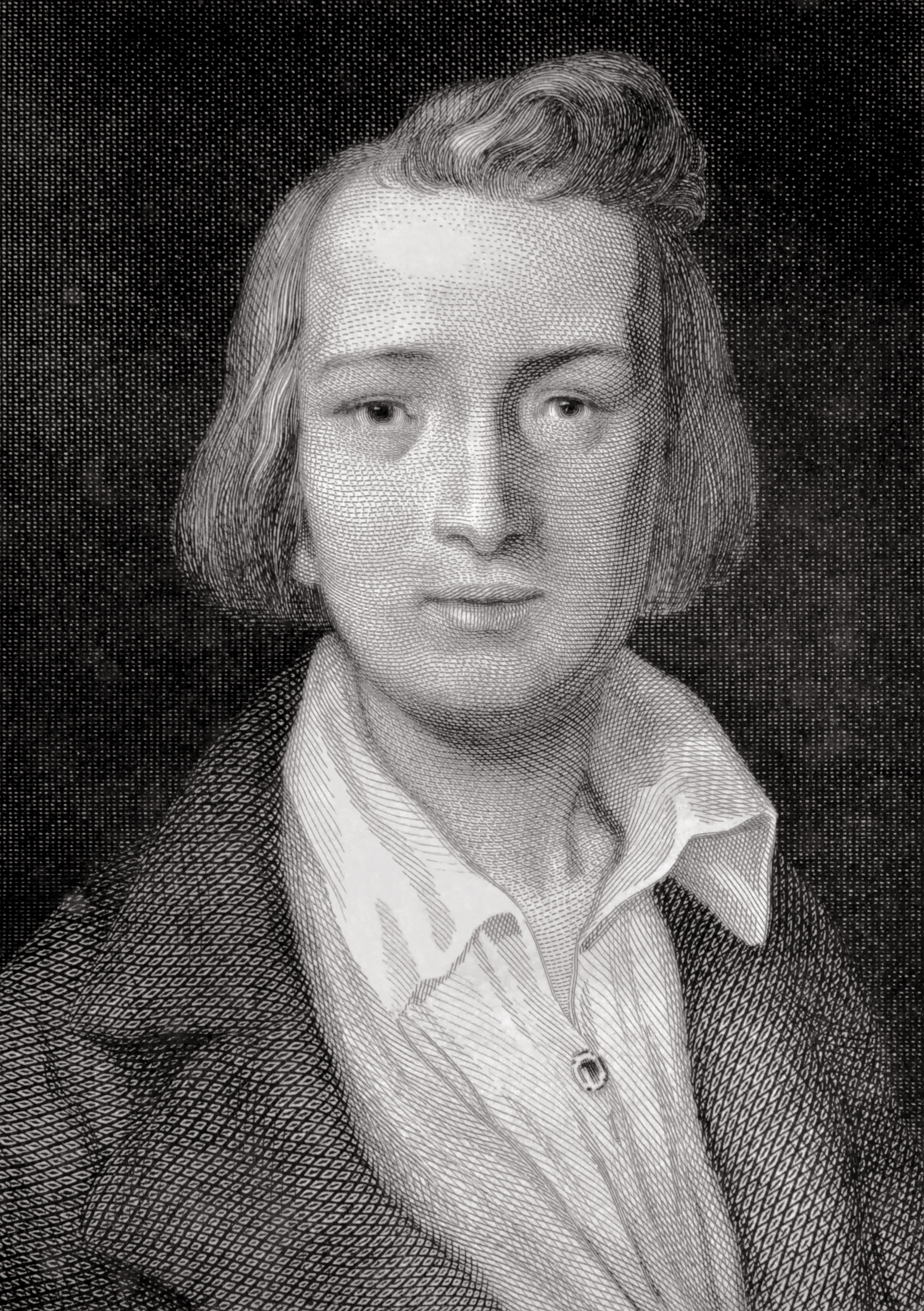
Porträt von Heinrich Heine, gestochen von Jakob Felsing nach einer Zeichnung von Tony Johannot, 1837

Unter seinen Stichen, die sich durch Korrektheit der Zeichnung und charakteristische Wiedergabe auszeichnen, sind zu nennen:
- Madonna del Trono, nach Andrea del Sarto (1830)
- Lo sposalizio, nach Antonio da Correggio (1831)
- Der Violin-Spieler, nach Raffael (1833)
- Die zwei Mädchen am Brunnen, nach Eduard Bendemann (1835)
- Die heilige Familie, nach Friedrich Overbeck (1836)
- Genoveva, nach Eduard Steinbrück (1839)
- Poesie, nach Christian Köhler (1840)
- Salvator Mundi, nach Leonardo da Vinci (1844)
- Die heilige Katharina, nach Heinrich Mücke (1845)
- Hagar und Ismael, nach Köhler (1848)
- Aussetzung Mosis, nach Köhler (1849)
- Lorelei nach Karl Ferdinand Sohn (1854)
- Gefangennehmung Christi, nach Heinrich Hofmann (1861)
- Die heilige Cäcilia, nach Hofmann (1868)

## Jakob-Felsing-Preis
Nach Jakob Felsing ist der Jakob-Felsing-Preis der Volksbank Darmstadt eG benannt.